# Pšovlky
Pšovlky (deutsch Pschoblik) ist eine Gemeinde in Tschechien. Sie liegt zehn Kilometer westlich von Rakovník und gehört zum Okres Rakovník.

## Geographie
Pšovlky befindet sich in der Rakovnická kotlina (Rakonitzer Kessel) im Rakonitzer Hügelland. Das Dorf liegt am linken Ufer des Baches Rakovnický potok (Jechnitzer Bach) gegenüber der Einmündung der Klečetná. Gegen Westen erstreckt sich der Naturpark Jesenicko. Nördlich erhebt sich der Ptačí vrch (Vogelherdberg, 431 m), im Osten die Vinice (Weinberg, 423 m), südöstlich die Kukle (Gugleberg, 403 m), im Süden der V Jedlinách (544 m) und der Hokovský vrch (565 m), südwestlich die Báňská hora (Bergwerkberg, 576 m) und der Obecní vrch (589 m), im Westen der Kamenný vrch (Steinberg, 529 m) sowie nordwestlich der Lovíč (Lobitsch, 520 m). Durch Pšovlky führt die Staatsstraße II/228 zwischen Rakovník und Jesenice. Südlich des Ortes verläuft auf der gegenüberliegenden Seite des Baches die Bahnstrecke Rakovník–Bečov nad Teplou.
Nachbarorte sind Hokov, Zderaz, Keblany und Kolešovice im Norden, Kněževes und Přílepy im Nordosten, Přílepský Mlýn, Mateska und Nouzov im Osten, Vinice, Senomaty, Patrákův Mlýn und Šanov im Südosten, Nový Dvůr, Václavy, Řeřichy, Hokovské Domky, Velká Chmelištná und Hůrky im Süden, Klečetné, Soseň und Kosobody im Südwesten, Švihov und Oráčov im Westen sowie Čížkov, Bukov, Šmikousy, Kolešov und Hořovičky im Nordwesten.

## Geschichte
Alten Überlieferungen nach soll das Dorf schon vor langer Zeit Sitz der Vladiken von Pšovlk gewesen sein. Die erste schriftliche Erwähnung von Psewilchi erfolgte im Jahre 1273 unter den Gütern des Stiftes Tepl. Archäologische Funde belegen, dass der Ort jedoch deutlich älter ist. Den Kern der alten Siedlung bildete eine frühmittelalterliche Burganlage, die von einem Teich umgeben war, südlich davon befand sich ein kleiner Rundling. Seit der Mitte des 14. Jahrhunderts ist die Feste Pšovlky mit mehreren Gehöften als Besitz der Vladiken von Pšovlk nachweislich. Zu ihnen gehörten ab 1350 Aleš von Pšovlk, um 1366 Heinrich von Pšovlk, 1380 Nikolaus und Bořita von Pšovlk und 1402 Jan Hošťálek von Pšovlk. Zu Beginn des 15. Jahrhunderts erwarb Jenec von Janovice Pšovlky und schlug das Gut seiner Herrschaft Petersburg zu. Im Jahre 1420 verkaufte er Pšovlky zusammen mit Švihov an die Herren von Guttenstein. Während der Hussitenkriege erlitt die Feste keine größeren Schäden. Um 1439 erwarb der Pürglitzer Burghauptmann Soběslav von Ptice und Pšovlk die Feste einschließlich eines Teils des Dorfes. Die Besitzer des Gutes wechselten häufig. Zu ihnen gehörten ab 1512 Petr Holý von Šanov und ab 1539 Albrecht von Waldstein. Ab 1543 gehörte sie Mikuláš Velenický von Velemyšleves, er verpachtete den Hof Švihov an Johann Charwatha von Barstein. Im Jahre 1549 erwarb Georg Hochhauser von Hochhausen das Gut, ihm folgte sein Sohn Wenzel. Dieser ließ die 1593 abgebrannte Feste wiederherstellen. Ab 1602 waren die Güter Pšovlky und Švihov wieder vereinigt. Nach der im Jahre 1612 mit Heinrich Wilhelm Kolowrat-Bezdružický auf Bistrau geschlossenen Ehe verkaufte Johanna von Hochhausen und Duppau ihre Güter Švihov und Pšovlky an den Landvogt der Niederlausitz, Jaroslaw Kolowrat-Liebsteinsky auf Petersburg und Sossen. Damit verlor die Feste ihre Bedeutung als Herrensitz und wurde dem Verfall überlassen. 1620 wurde das Dorf von kaiserlichen Truppen geplündert. Die Güter des Jaroslaw Kolowrat-Liebsteinsky wurden nach der Schlacht am Weißen Berg konfisziert und 1623 an Hermann Czernin von Chudenitz verkauft. Dieser errichtete 1639 das Große Czerninsche Familienfideikommiss, das aus den böhmischen Herrschaften und Gütern Petersburg, Gießhübel, Neudek, Schönhof, Sedschitz, Miltschowes, Winař, Welchow, Kost und Kosmanos sowie der schlesischen Herrschaft Schmiedeberg bestand. Im Jahre 1644 wurde Hermann Czernin von Chudenitz zum Reichsgrafen erhoben. Das während des Dreißigjährigen Krieges verödete Dorf ließ er mit deutschen Siedlern wiederbesetzen. Später wurde der Ort zu einem Straßendorf entlang der Rakonitz-Jechnitzer Straße erweitert. Nachfolgend hielten die Reichsgrafen Czernin von und zu Chudenitz den Besitz ohne Unterbrechungen. Zu den Grundherren von Švihov gehörten u. a. Johann Rudolf Czernin von und zu Chudenitz und ab 1845 dessen Sohn Eugen Karl Czernin von und zu Chudenitz.
Im Jahre 1846 bestand Pschoblik / Pssowlky aus 52 Häusern mit 357 größtenteils deutschsprachigen Einwohnern. Im Ort gab es einen obrigkeitlichen Meierhof, eine dominikale Schäferei, ein dominikales Jägerhaus, ein Wirtshaus und eine Mühle. Abseits lag gegen Südosten am Malzteich die Malzmühle. Pfarrort war Woratschen. Bis zur Mitte des 19. Jahrhunderts blieb Pschoblik zur Fideikommiss-Herrschaft Petersburg untertänig.
Nach der Aufhebung der Patrimonialherrschaften bildete Pschoblik / Pšovlky ab 1850 eine Gemeinde im Bezirk Saaz und Gerichtsbezirk Jechnitz. 1868 wurde Pschoblik dem Bezirk Podersam zugeordnet. Infolge eines Wolkenbruches schwoll der Jechnitzer Bach im Mai 1872 zu einem reißenden Strom an und hinterließ schwere Schäden. 1897 nahm die Lokalbahn Rakonitz–Petschau–Buchau den Betrieb auf der Rakonitz-Luditz auf. Entlang der Straße zum Bahnhof entstanden im 20. Jahrhundert Einfamilienhäuser. Im Jahre 1930 lebten in Pschoblik 513 Personen, 1932 waren es 501. Nach dem Münchner Abkommen wurde die Gemeinde 1938 dem Deutschen Reich zugeschlagen und gehörte bis 1945 zum Landkreis Podersam. Der Bahnhof Pschoblik wurde zum Grenzbahnhof mit Pass- und Zollkontrolle bestimmt. 1939 hatte die Gemeinde 502 Einwohner. Nach dem Ende des Zweiten Weltkrieges kam Pšovlky zur Tschechoslowakei zurück und die deutschsprachigen Einwohner wurden vertrieben. Der Okres Podbořany wurde 1960 aufgehoben, seitdem gehört Pšovlky zum Okres Rakovník.

## Gemeindegliederung
Für die Gemeinde Pšovlky sind keine Ortsteile ausgewiesen.

## Sehenswürdigkeiten
- Friedhofskapelle, westlich des Dorfes an der Straße nach Švihov
- Gedenkstein für die Gefallenen des Ersten Weltkrieges, an der Dorfstraße
- Burgstall Pšovlky auf einer Insel im Hofeteich, er liegt auf dem eingezäunten Gelände eines Agrarbetriebs und ist nicht öffentlich zugänglich. Erhalten sind der kreisrunde künstlich angelegte Teich sowie verschüttete Keller der Feste.
- Fachwerkstadel aus dem 18. Jahrhundert
- Statue der Jungfrau Maria an der Straße nach Švihov
- Spritzenhaus mit Glockenturm im Ortszentrum

## Söhne und Töchter der Gemeinde
- Gerhart Neuner (1929–2008), deutscher Pädagoge und SED-Funktionär